# Autolytus emertoni
Autolytus emertoni is een borstelworm uit de familie Syllidae. Het lichaam van de worm bestaat uit een kop, een cilindrisch, gesegmenteerd lichaam en een staartstukje. De kop bestaat uit een prostomium (gedeelte voor de mondopening) en een peristomium (gedeelte rond de mond) en draagt gepaarde aanhangsels (palpen, antennen en cirri).
Autolytus emertoni werd in 1881 voor het eerst wetenschappelijk beschreven door  Addison Emery Verrill. Ze is vernoemd naar de arachnoloog James Henry Emerton.